# Anereuthinula
Anereuthinula é um gênero de traça pertencente à família Arctiidae.

## Espécies
- Anereuthinula lyncestidis Strand, 1920